# 卡尔-海因里希·冯·施蒂尔普纳格尔
卡尔-海因里希·冯·施蒂尔普纳格尔（德語：Karl-Heinrich von Stülpnagel，（1886年1月2日—1944年8月30日），德國陸軍步兵上將，施蒂尔普纳格尔曾批准過許多屬於重大戰爭罪刑的命令，如要求陸軍配合「别动队」殺害平民。
1944年，他成为了7月20日密谋案暗殺阿道夫·希特勒陰謀的成員之一，負責策劃該陰謀者在法國的行動。陰謀失敗後，他被召回柏林並試圖在途中自殺，但以失敗告终。1944年8月30日受審，被判叛國罪並於同日處決。